# 126 (число)
125 (сто два́дцять шість) — натуральне число між 125 і 127.

## У науці
- атомний номер унбігексію.

## У інших областях
- 126 рік, 126 до н. е.
- ASCII — код символу «~».